# Vangeli di Ebbone

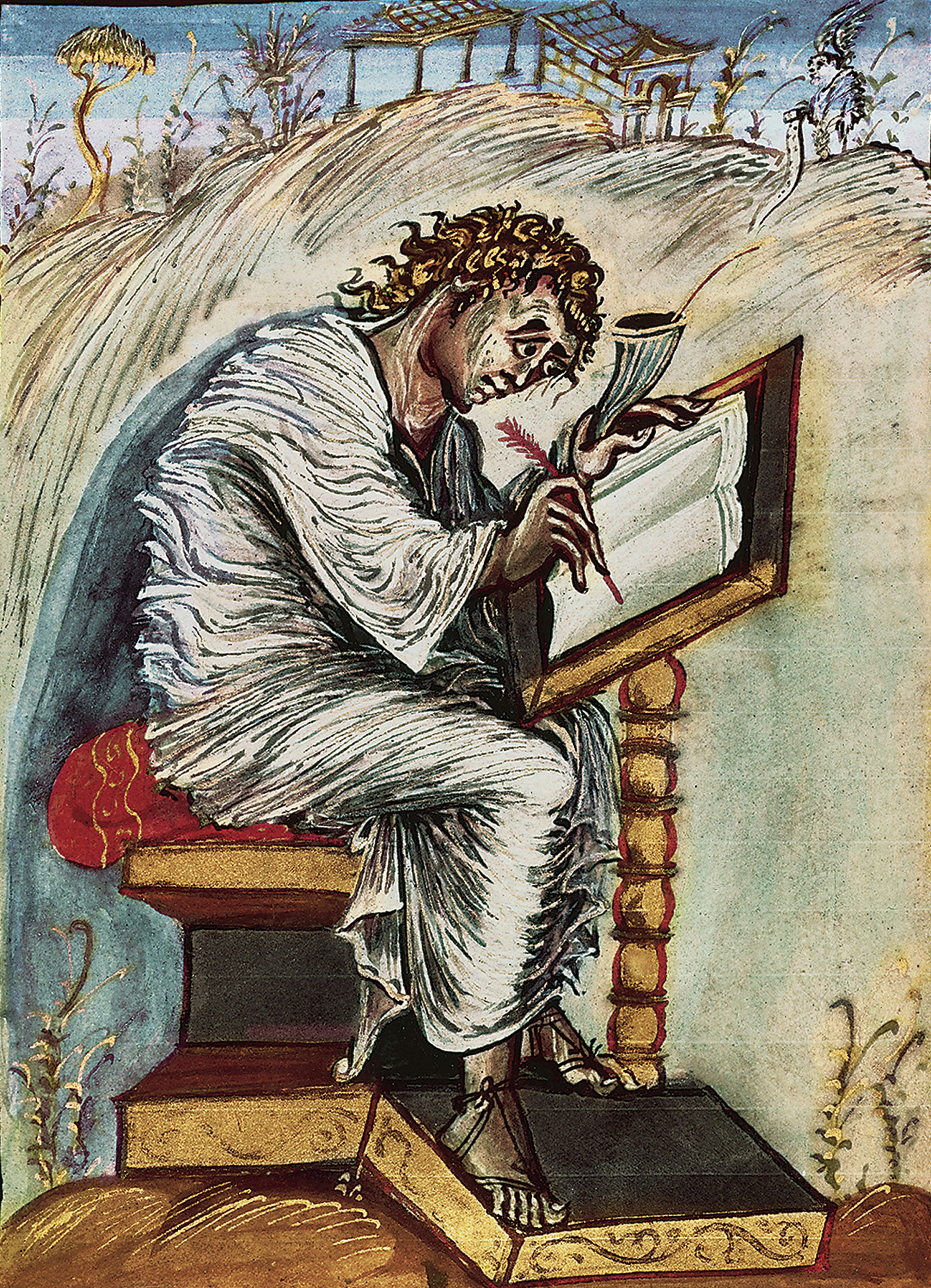
San Matteo dei Vangeli di Ebbone

I Vangeli di Ebbone sono un codice manoscritto risalente all'816–823 e sono conservati ad Épernay, presso la Bibliotheque Municipale con il codice MS. 1.

## Storia
All'inizio del IX secolo a Reims l'abate Ebbone, consigliere di Ludovico il Pio, raccolse alcuni artisti nello scriptorium dell'Abbazia di Hautvillers, che rinnovò la miniatura con forme decisamente originali. Con il Salterio di Utrecht sono una delle testimonianze più importanti di questo rinnovamento della miniatura carolingia, dove si riscontra un'innovativa vitalità espressiva, con un segno grafico dinamico e virtuoso, come per esempio nelle vivide figurette dei codici di Ebbone (cacciatori, letterati, scalpellini, animali simbolici, piante, ecc.).

## Altre immagini

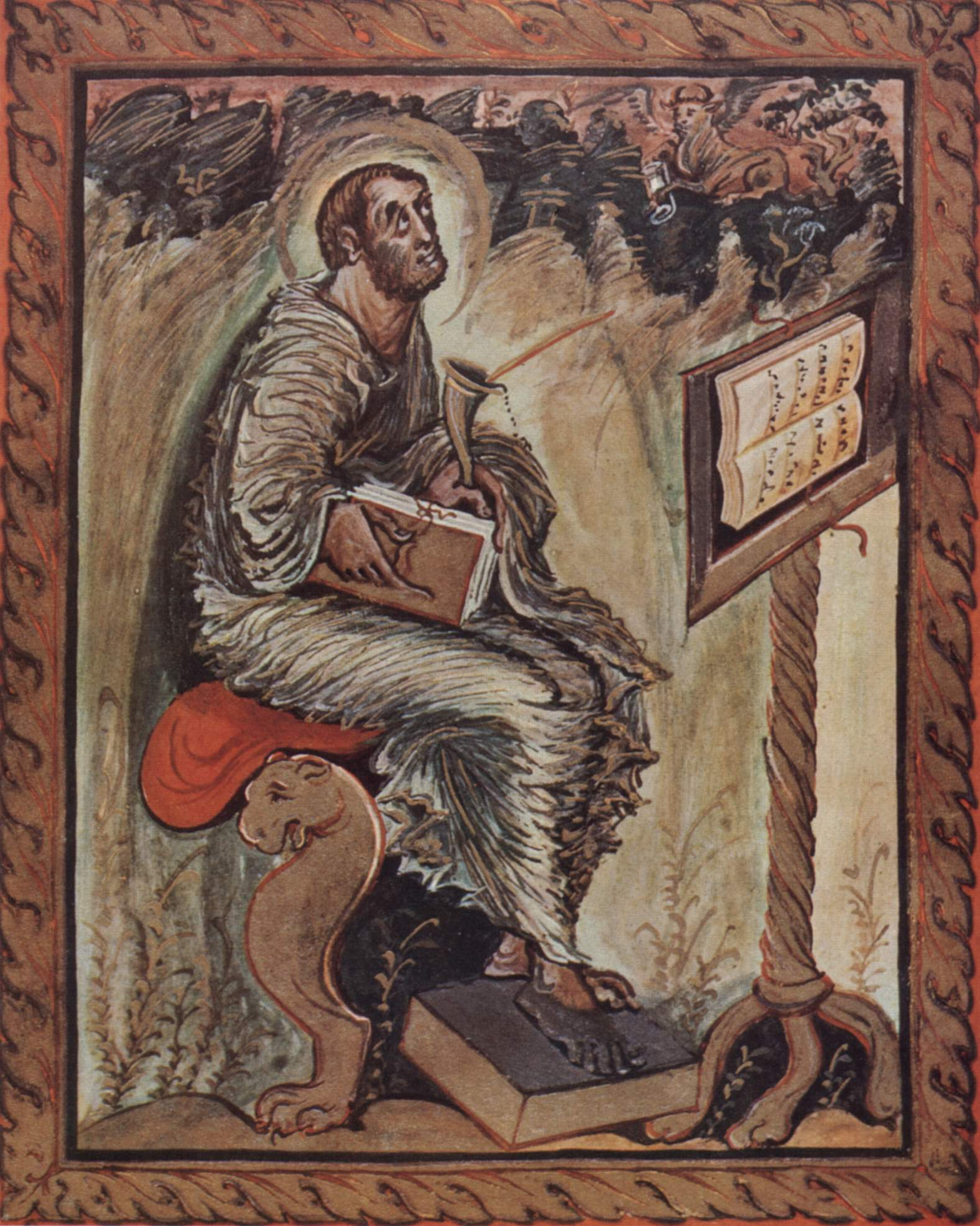
San Luca
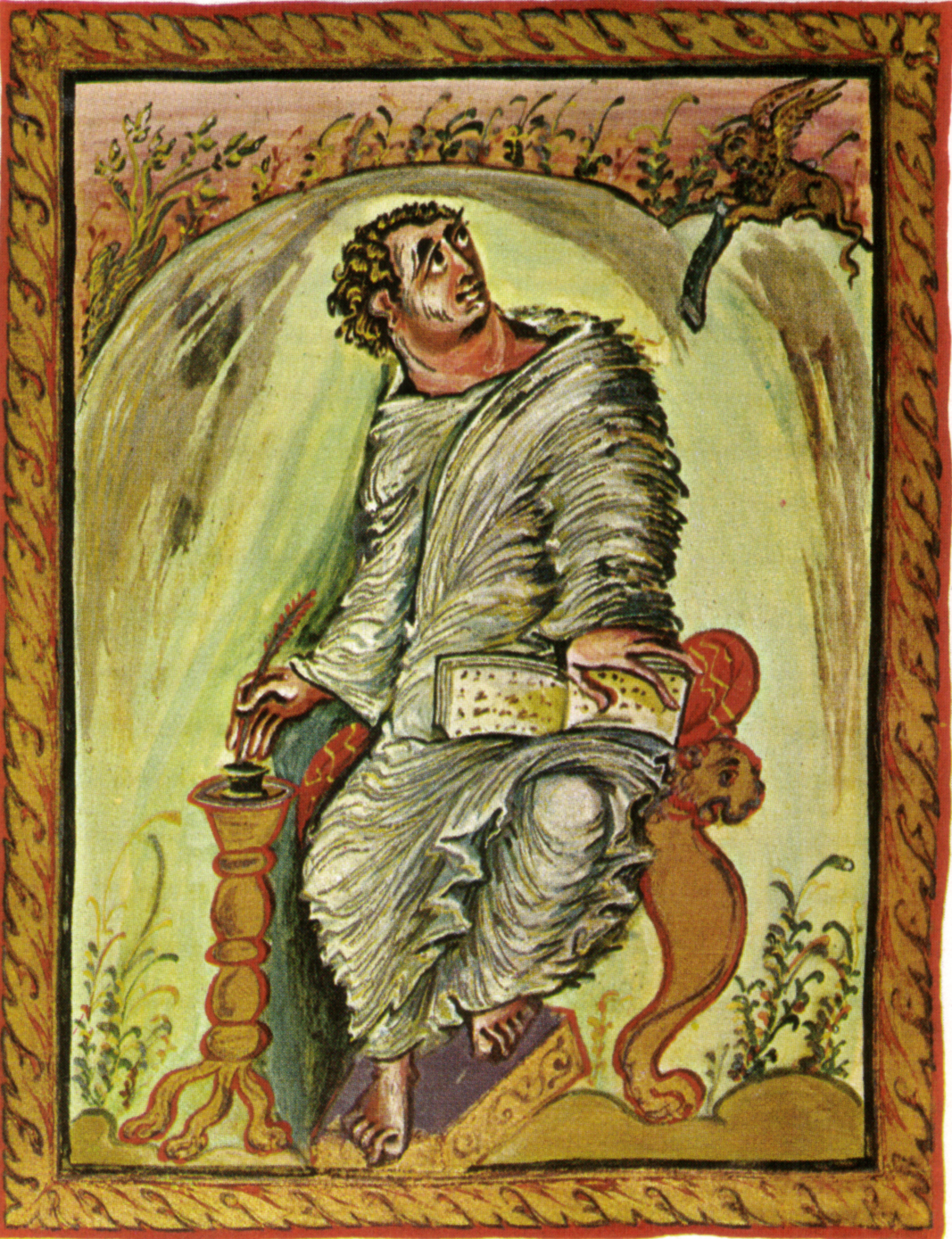
San Marco
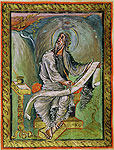
San Giovanni